# Crossmedia
Crossmedia bezeichnet eine mediale Strategie im Marketing und im Journalismus, bei der Inhalte über verschiedene Kommunikationsmittel und Medienformate hinweg verbreitet werden. Die Grundidee ist, dass die verschiedenen Medien sich ergänzen und ein ganzheitliches Nutzererlebnis schaffen. Einige Merkmale von Crossmedia sind: 
- Multikanal-Verbreitung: Inhalte werden über mehrere Medienplattformen verteilt - beispielsweise Print, Fernsehen, Radio, Webseiten und Social Media.
- Komplementäre Inhalte: Jedes Medium bietet spezifische, auf seine Stärken abgestimmte Inhalte.
- Interaktivität und Nutzerbindung: Crossmedia fördert die Interaktion mit dem Publikum über verschiedene Kanäle und ermutigt zur aktiven Teilnahme und zum Medienwechsel.

Crossmedia ist eine direkte Folge der Medienkonvergenz. Durch das digitale Zusammenwachsen verschiedener Medientechnologien und -formate entstehen neue Möglichkeiten für crossmediale Strategien.

## Begriffsgeschichte
Der Begriff Crossmedia wurde zunächst in den 1980er Jahren im Bereich des Desktop-Publishing bei der Erstellung von digitalen Inhalten verwendet, die eine medienübergreifende Nutzung des Content ermöglicht.
Seit den 2000er Jahren bedeutet Crossmedia eine Verbindung aus neuen Entwicklungen im Bereich Social und Visual Media, für die Schlagworte wie Web 2.0, Virtual Reality, Branded Entertainment, Viral Media, Visual Music, Scientific Visualisation, Micromovies und Anwendungen wie YouTube, Google Earth, flickr und Facebook stehen. Sie umfassen eine Vielzahl von Möglichkeiten, Inhalte zu produzieren und zu distributieren. Der Einsatz von Crossmedia-Strategien im Kultur- oder Medienbereich setzt zunehmend ein Verständnis für die gesellschaftliche Bedeutung der visuellen und partizipativen Mediennutzung voraus. Crossmedia verbindet zudem neue Entwicklungen in der Partizipations- und Konvergenzkultur, Digital Media Literacy, Medienkonvergente Strategien, Transmedia Storytelling, Medienrecht und Cyberlaw und Crossmedia Management. Nicht zuletzt hat Crossmedia erhebliche Implikationen für die Medientheorie.

## Marketing
Im Zusammenhang mit der Distributionspolitik verwendet man Crossmedia im Sinne des Multichannel-Marketing. Dabei handelt es sich um den parallelen Vertrieb von Produkten oder Dienstleistungen über verschiedene Vertriebskanäle, um so unterschiedliche Endverbraucher erreichen zu können. Im Zusammenhang mit Marketing bezieht sich der Begriff Crossmedia auf den Kommunikationsmix einer Kampagne und bezeichnet den parallelen, vernetzten Einsatz mehrerer Instrumente.
Der Ausdruck „Crossmedia“ wird in Zusammenhang mit aufeinander abgestimmten Maßnahmen verwendet, die im Rahmen der Kommunikationspolitik stattfinden. Das Besondere an einer crossmedialen Kommunikation ist nicht allein die Übermittlung einer Werbebotschaft auf verschiedenen Kommunikationskanälen (siehe integrierte Kommunikation). Vielmehr ist die Werbebotschaft so gestaltet, dass dem Kunden, Rezipienten oder Verbraucher mindestens drei Medien angeboten werden, um die Werbebotschaft zu empfangen oder sich interaktiv mit dem dazugehörigen Produkt zu beschäftigen und zu identifizieren (siehe dazu auch das Thema Involvement).
Die technische Verbindung der verschiedenen Medien ist möglich und wird durch Entwicklungen der technologischen Konvergenz zwischen den Medien vorangetrieben. Die ausgewählten Kommunikationsmittel müssen daher innerhalb einer crossmedialen Kampagne inhaltlich, formal und zeitlich integriert sein.
Die inhaltliche Integration sorgt für die Übermittlung einer konsistenten Botschaft über alle Medienkanäle hinweg. Diese thematische Abstimmung gelingt durch die Umsetzung einer durchgängigen Leitidee, die die strategischen Ziele eines Unternehmens bezogen auf Produkte und Dienstleistungen unterstützt und sich dabei den Spezifika der verschiedenen Kanäle anpasst, sowie kontinuierlich eingesetzten Bildern, Claims und Slogans.
Die formale Integration sichert eine bessere Differenzierbarkeit sowie eine leichtere Wiedererkennbarkeit der Kampagne beziehungsweise der Marke. Diese werden durch die Einhaltung abgestimmter formaler Gestaltungsprinzipien, die einheitliche Logos und Zeichen, Schrifttypen, Farben und Formen umfasst, erzielt (siehe Corporate Design).
Die zeitliche Integration beinhaltet den zeitlichen Einsatz und die Abstimmung aller Kommunikationsmittel zur Festigung der Werbebotschaft. Mit der immer stärkeren Nutzung von direkt messbaren Online-Kanälen in der Marketingkommunikation halten Methoden Einzug, in denen Unternehmen zum Beispiel mithilfe von dynamisch linearen Modellen (DLM) crossmediale Werbewirkungsmodelle wissenschaftlich fundiert auch unter Einbeziehung von Offline-Kanälen und zeitlichem Verfall der individuellen Werbewirkung berechnen können.
Mahrdt (2008) definiert Crossmedia wie folgt: Crossmedia ist
- die Umsetzung von Kommunikationsmaßnahmen mit einer durchgängigen Leitidee
- in verschiedenen und für die Zielgruppe geeigneten Mediengattungen,
- die inhaltlich, formal und zeitlich integriert sind.

Die Ansprache sollte
- vernetzt
- interaktiv
- und – soweit möglich und sinnvoll – multisensorisch
- mit Hinweisen auf Zielmedien erfolgen und
- dem Kunden einen Nutzwert bieten.

## Journalismus und Publizistik
Der Begriff wurde zunächst im Online-Journalismus entwickelt. Heute werden im gesamten Journalismus crossmediale Konzepte eingesetzt.
In Deutschland gibt es kaum noch ein Presseerzeugnis, das nicht im WWW vertreten ist. Verlagshäuser mutieren mehr und mehr zu diversifizierten „Medienhäusern“. Die finanzkräftigen, überregionalen Print-Marken produzieren entweder hauseigene Fernsehformate oder kooperieren mit Fernseh-Sendern (z. B. Axel Springer mit Die Welt und N24). Einige betreiben eigene TV-Sender. Die Financial Times Deutschland produzierte bis zu ihrer Einstellung im Dezember 2012 Beiträge für mehrere private Radiostationen wie ffn, Klassikradio oder Energy Stuttgart und die Wirtschaftszeitung integrierte bis zu ihrem endgültigen Aus zudem auf vielfältige Weise den Mobilfunk in ihr mediales Gesamtangebot. 
Die Mediengattungen Print, Hörfunk, TV, WWW und Mobilfunk nähern sich technisch, ökonomisch, produktiv, inhaltlich und funktionell einander an. Durch technologische Konvergenz werden ehemals distinkte Medien zusehends miteinander kompatibel. Dieselben Inhalte können dadurch über verschiedene Medien distribuiert werden. Die Mediennutzer bewegen sich immer losgelöster von einzelnen Medien durch die entgrenzten Räume von konvergierenden Medienumgebungen. 
Drei Ebenen der Vernetzung treten auf:
- Die Produktionsebene, auf der Print-, TV- und Online-Redaktionen vom Informationsaustausch bis zu redaktionsübergreifenden Recherche-Teams zusammenarbeiten, um Synergien in den Produktionsprozessen freizusetzen.
- Die Inhaltsebene, auf der Geschichten des aktuellen Tagesgeschehens im diversifizierten Produktangebot eines Unternehmens über mehrere Medien hinweg erzählt werden, durch Verweise vernetzt sind und teils einer medienübergreifenden Dramaturgie folgen („Crossmedia-Storytelling“).
- Die Markenebene, auf der durch Verlängerung journalistischer Marken in neue Medienbereiche Aufmerksamkeits- und Glaubwürdigkeitstransfers generiert werden. Für den Nutzer wird die Marke dadurch zu einem Qualitäts- und Identitätskontinuum: Er erreicht die Marke seines Vertrauens bei gleich bleibender Qualität über viele Kanäle hinweg.

Crossmediales Arbeiten und Konzipieren gehört für immer mehr Journalisten zum Alltagsgeschäft: Der Online-Auftritt zum Wochenmagazin muss mit der Printausgabe abgestimmt sein, die Webseiten des Radiosenders müssen mit den aktuellen Sendungen korrespondieren. Bei reinen Online-Redaktionen machen Kooperationen und Vernetzung Synergie-Effekte möglich. Die ständige Präsenz der Technik verändert und prägt die Abläufe in der Online-Redaktion, den Workflow. Von Content-Sharing über intelligente Datenbank-Konzepte bis zum dynamischen Content reichen die Möglichkeiten des Content-Managements.
Ein Großteil der Online-Publikationen ergänzt ein Muttermedium aus Presse, Hörfunk oder Fernsehen oder auch aus mehreren Medien. Hier haben journalistische crossmediale Konzepte ihre Wurzeln: Frühzeitig bemerkten Journalisten, dass es mit einer simplen Übernahme des Content ins Internet und der Verbreitung darüber nicht getan war. Sie entwickelten jeweils medienspezifische Online-Ergänzungen und Erweiterungen. 
Die Technik ermöglicht es, journalistische Beiträge und ihre Bestandteile unabhängig vom Ausgabemedium zu verwalten. Zum Beispiel: Texte können für die Print-Fassung oder den Online-Auftritt ausgegeben oder per Voice-Ausgabe von einer Maschine vorgelesen werden, Radio-Sendungen sowohl on-air als auch online publiziert. Journalisten arbeiten für mehrere Medien oder Plattformen (multi-platform journalism). 
Die Konvergenz journalistischer Produkte verlangt heute Journalisten, die kompetent nicht nur für ein Medium produzieren können, sondern für mehrere. Gefordert wird insbesondere die Fähigkeit, in mindestens zwei Medien gleichzeitig denken zu können: nicht nur für die gedruckte Ausgabe des Magazins, sondern auch für die Online-Ausgabe; nicht nur für die Radio- oder Fernsehsendung oder den jeweiligen Sender, sondern auch für den zugehörigen Online-Auftritt zu arbeiten.